# MattyB
Matthew David Morris, més conegut com a MattyB (Atlanta, Geòrgia, 6 de gener de 2003), és un raper estatunidenc popular a Internet, que va iniciar la seva carrera musical als 7 anys publicant el seu primer vídeo a YouTube.
Va iniciar la seva trajectòria musical als 7 anys quan va publicar el seu primer vídeo a YouTube en què apareixia versionant la cançó Eenie Meenie de Sean Kingston ft. Justin Bieber. Després de l'èxit en aquest primer vídeo continuar fent versions d'altres artistes com Miley Cyrus, Justin Timberlake, Outkast. El seu mànager és Tawny Morris.
A més el seu èxit va ser en increment amb l'aparició del seu primer senzill I'm MattyB. En 2011 va realitzar una versió d'Ice Ice Baby amb Vanilla Ice. Ha aparegut en diversos programes de la televisió nord-americana i realitzat actes intermedis en partits de l'Atlanta Dream (WNBA). Al llarg de la seva carrera ha donat diversos concerts en ciutats com Nova York, Dallas, Chicago, Los Angeles i Atlanta. En 2013 es va classificar en el lloc 19 a la llista "21 under 21" (dels principals músics per sota de 21 anys) del web Billboard.

## Discografia
Singles
- Turn Up The Track
- To The Top
- Back In Time (apareix a la pel·lícula Free Birds)[13][14][15]
- Hooked on You
- You Make My Heart Skip
- My first Girlfriend[16]
- Sugar, Sugar
- Royal Wedding Song
- That girl is mine
- Without you here
- Never too young
- That's the way
- Be right there
- Forever and Always
- Turn it up